# Seznam českých hráčů v NHL v sezóně 2023/2024
Toto je seznam hráčů Česka, kteří se objevili v NHL v sezóně 2023/2024.
- Nehráli play-off

| Klub                      | Hráč                                       | Link           | Play off                                                             |
| Západní divize            | Západní divize                             | Západní divize | Západní divize                                                       |
| ------------------------- | ------------------------------------------ | -------------- | -------------------------------------------------------------------- |
| Anaheim Ducks             | Lukáš Dostál • Radko Gudas                 | Zde            | Ne                                                                   |
| Calgary Flames            | Daniel Vladař                              | Zde            | Ne                                                                   |
| Edmonton Oilers           | nikdo                                      | Zde            | Finále (prohra 3:4 na zápasy s Florida Panthers)                     |
| Los Angeles Kings         | David Rittich                              | Zde            | První kolo (prohra 1:4 na zápasy s Edmonton Oilers)                  |
| San Jose Sharks           | Tomáš Hertl • Filip Zadina • Jan Rutta     | Zde            | Ne                                                                   |
| Seattle Kraken            | nikdo                                      | Zde            | Ne                                                                   |
| Vancouver Canucks         | Filip Hronek                               | Zde            | Druhé kolo (prohra 3:4 na zápasy s Edmonton Oilers)                  |
| Vegas Golden Knights      | Tomáš Hertl                                | Zde            | První kolo (prohra 3:4 na zápasy s Dallas Stars)                     |
| Střední divize            |                                            |                |                                                                      |
| Arizona Coyotes           | Karel Vejmelka                             | Zde            | Ne                                                                   |
| Chicago Blackhawks        | Petr Mrázek                                | Zde            | Ne                                                                   |
| Colorado Avalanche        | Pavel Francouz • Ondřej Pavel              | Zde            | Druhé kolo (prohra 2:4 na zápasy s Dallas Stars)                     |
| Dallas Stars              | Radek Faksa                                | Zde            | Finále západní konference (prohra 2:4 na zápasy s Edmonton Oilers)   |
| Minnesota Wild            | Adam Raška                                 | Zde            | Ne                                                                   |
| Nashville Predators       | nikdo                                      | Zde            | První kolo (prohra 2:4 na zápasy s Vancouver Canucks)                |
| St. Louis Blues           | Jakub Vrána                                | Zde            | Ne                                                                   |
| Winnipeg Jets             | nikdo                                      | Zde            | První kolo (prohra 1:4 na zápasy s Colorado Avalanche)               |
| Severní divize            |                                            |                |                                                                      |
| Boston Bruins             | David Pastrňák • Pavel Zacha • Jakub Lauko | Zde            | Druhé kolo (prohra 2:4 na zápasy s Florida Panthers)                 |
| Buffalo Sabres            | Jiří Kulich                                | Zde            | Ne                                                                   |
| Detroit Red Wings         | nikdo                                      | Zde            | Ne                                                                   |
| Florida Panthers Vítěz SC | nikdo                                      | Zde            | Finále (Výhra 4:3 na zápasy s Edmonton Oilers)                       |
| Montreal Canadiens        | nikdo                                      | Zde            | Ne                                                                   |
| Ottawa Senators           | Dominik Kubalík                            | Zde            | Ne                                                                   |
| Tampa Bay Lightning       | nikdo                                      | Zde            | První kolo (prohra 1:4 na zápasy s Florida Panthers)                 |
| Toronto Maple Leafs       | David Kämpf                                | Zde            | První kolo (prohra 3:4 na zápasy s Boston Bruins)                    |
| Východní divize           |                                            |                |                                                                      |
| Carolina Hurricanes       | Martin Nečas                               | Zde            | Druhé kolo (prohra 2:4 na zápasy s New York Rangers)                 |
| Columbus Blue Jackets     | David Jiříček                              | Zde            | Ne                                                                   |
| New Jersey Devils         | Ondřej Palát • Vítek Vaněček • Tomáš Nosek | Zde            | Ne                                                                   |
| New York Islanders        | nikdo                                      | Zde            | První kolo (prohra 1:4 na zápasy s Carolina Hurricanes)              |
| New York Rangers          | Filip Chytil                               | Zde            | Finále východní konference (prohra 2:4 na zápasy s Florida Panthers) |
| Philadelphia Flyers       | nikdo                                      | Zde            | Ne                                                                   |
| Pittsburgh Penguins       | Radim Zohorna                              | Zde            | Ne                                                                   |
| Washington Capitals       | nikdo                                      | Zde            | První kolo (prohra 0:4 na zápasy s New York Rangers)                 |